# دیرتون، نیو ساوت ولز
دیرتون (به انگلیسی: Dareton) یک شهرک در استرالیا است که در نیو ساوت ولز واقع شده‌است.